# Біржовий узвіз (Таганрог)
Біржови́й узві́з (рос. Биржевой спуск) — вулиця в Таганрозі, один з найстаріших спусків до моря. Влаштований в 1776 році.

## Географія
Біржовий спуск починається від Грецької вулиці, навпроти Таганрозького драматичного театру імені А.П. Чехова, і спускається до з'єднання з вулицею адмірала Крюйса.

## Історія
Біржовий узвіз, будучи одним з найстаріших в Таганрозі спусків до моря, влаштований у 1776 році.
Спочатку починався від Грецької вулиці навпроти нинішнього Мечниковського провулка і проходив по крутому обриву. Щоб зробити його більш пологим, на початку XIX століття узвіз перебудували, перенісши його в бік Полугорки, де він і знаходиться в даний час.
Біржовий узвіз довгі роки слугував основною дорогою для перевезення вантажів з гавані, тому перша його назва — Купецький спуск. Після будівництва в 1824 році на березі митниці спуск стали називати Митним, а з розвитком бірж (Купецької, Лісовий, та ін.) узвіз стали іменувати Біржовим.
Вперше спуск замощений у 1829 році, перемощений твердим каменем у 1894 році.
Після того, як за міським садом влаштований ще один проїзд до бірж, який називали Мало-Біржовим спуском, його стали називати Великим Біржовим.
Відомі ще дві назви спуску, які, однак, не прижилися. У 1853 році його перейменували в Ливеновський на честь колишнього градоначальника А. К. Лівена. На початку 1910-х спуск називали Ваксовським за прізвищем власника знаходився внизу маслоробного заводу М. І. Ваксова.
У радянський час йому повернули назву Великий Біржовий, а потім просто Біржовий.

## Спуски Таганрога
У зв'язку з особливостями розташування Таганрога нагорі мису, має майже скрізь круті схили, до того ж з глинистим ґрунтом, сполучення з морем і узбережжям могло здійснюватися тільки за посередництвом влаштування спеціальних спусків (з'їздів). За всю історію Таганрога побудовано сім спусків: Біржовий, Градоначальницький, Дуровський, Кампенгаузенський, Комсомольський, Мало-Біржової, Флагманський, що носили в різні періоди різні назви.

## На Біржовому узвозі розташовані
- Завод «Виброприбор» — Біржовий узвіз, 8.